# Vera Zingsem
Vera Zingsem (* 30. April 1954 in Mönchengladbach) ist eine freie Autorin und Dozentin.
Vera Zingsem studierte zunächst Pädagogik, Theologie und Religionswissenschaft in Neuss, Bonn, Tübingen und Jerusalem. Während der Studienzeit und auch danach lebte sie längere Zeit in Israel. Daher nimmt sie auch einen Großteil ihrer Erzählstoffe. Sie ist freiberufliche Dozentin (u. a. von 1993 bis 2011 an der evangelischen Fachhochschule für Sozialwesen in Ludwigsburg) sowie Autorin zahlreicher Bücher und Essays, die sich u. a. mit weiblicher Mythologie, Symbolsprache und Spiritualität befassen oder aber sich in literarischer Form mit dem Palästinakonflikt auseinandersetzen. Daneben hat sie auch eigene Märchen geschrieben und veröffentlicht. Sie lebt in Tübingen und ist Vorstandsmitglied im baden-württembergischen Verband deutscher Schriftsteller. Sie ist Gründungsmitglied und seit 2010 im Vorstand der PolyThea e. V. – Akademie für weibliche Spiritualität und postpatriarchale Visionen.
Ihr erster erfolgreicher Jugendroman ist Die Einladung nach Jerusalem (Frankfurt 2001).
Im Oktober 2003 erhielt sie den Elle-Hoffmann-Preis der Stuttgarter GEDOK.
Vera Zingsem ist Ideengeberin und Mitbegründerin des ersten neuzeitlichen Göttinnen-Tempels in Deutschland, der 2015 in Tübingen gegründet wurde.

## Weitere Werke
- Mythische Bäume. Kulte und Sagen, traditionelles Heilwissen, überliefertes Handwerk. Kosmos Verlag, Stuttgart 2017, ISBN 978-3440150023.
- Die Kölsche Göttin und ihr Karneval. Über die Ursprünge des rheinischen Karnevals. Pomaska-Brand Verlag, Schalksmühle 2015, ISBN 978-3943304237.
- Wanderer am Himmel. Die Welt der Planeten in Astronomie und Mythologie (zusammen mit Thomas Römer und Caryad), Julius Springer, Herbst 2014, ISBN 978-3642553424.
- Freya, Iduna & Thor: vom Charme der germanischen Göttermythen. Klöpfer & Meyer, Tübingen 2010, ISBN 978-3-940086-80-8.
- Die Weisheit der Schöpfungsmythen. Wie uralte Geschichten unser Denken prägen. Kreuz-Verlag, Stuttgart 2009, ISBN 978-3-7831-3227-4.
- Der Himmel ist mein, die Erde ist mein. Göttinnen großer Kulturen im Wandel der Zeiten. Klöpfer & Meyer, Tübingen 1995, ISBN 3-931402-03-7.
- Lilith, Adams erste Frau. 3. Auflage. Reclam, Leipzig 2005, ISBN 3-379-01708-6.
- Klar wie das Wasser oder zur eigenen Quelle finden. Herder, Freiburg 2002, ISBN 3-451-05182-6.
- mit Barbara Stamer: Schlangenfrau und Chaosdrache in Märchen, Mythos und Kunst. Kreuz-Verlag, Stuttgart 2001, ISBN 3-7831-1987-1.
- Die Einladung nach Jerusalem. Büchergilde Gutenberg, Frankfurt am Main 2001, ISBN 3-7632-5176-6.
- Im Schatten des Olivenbaums. Erzählungen zu Palästina/Israel. Internationales Kulturwerk e.V., Hildesheim-Achtum 1994, ISBN 3-910069-29-0.